# Atropine
L'atropine est un alcaloïde tropanique présent dans diverses plantes de la famille des Solanaceæ, comme la belladone, le datura, la jusquiame et la mandragore (solanacées dites vireuses). Elle est souvent utilisée en tant qu'antidote de certains gaz de combat neurotoxiques comme le VX ou le gaz sarin.
L'atropine est une molécule chirale de symétrie droite (dextrogyre), son équivalent de symétrie gauche (lévogyre) est l'hyoscyamine. 
L'atropine est un antagoniste cholinergique qui agit en se fixant aux récepteurs muscariniques de l'acétylcholine dans le système nerveux central et périphérique.

## Histoire de la découverte

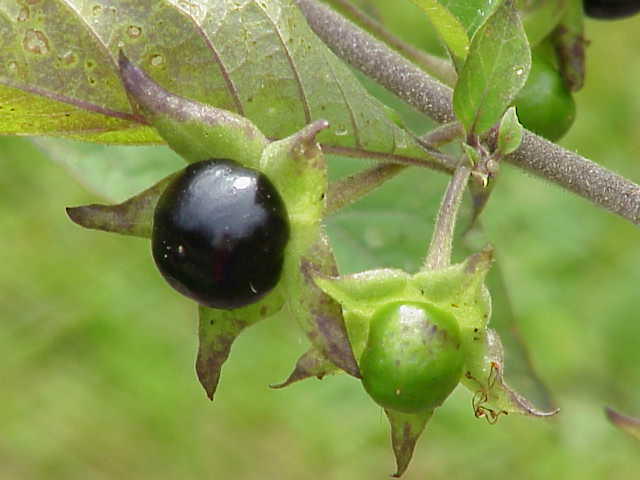
Atropa belladonna.

Les effets toxiques de Atropa belladonna étaient connus dans la pharmacopée européenne depuis le XVIe siècle et ses effets mydriatiques utilisés depuis le XIXe siècle. L'atropine aurait été extraite d'abord par Vauquelin en 1809, à partir des feuilles de la plante ; en 1820, Rudolph Brandes en réalisa une extraction purifiée qu'il baptisa atropine, avant de juger que, n'ayant pas l'effet mydriatique équivalent à la plante, elle ne méritait pas ce nom. Heinrich F. G. Mein (1799-1864) aurait isolé de la racine sèche un extrait purifié d'atropine en 1831, mais n'aurait publié sa découverte que deux ans plus tard, car la même année P. L. Geiger et son étudiant Hesse isolent l'atropine des feuilles de belladonne et l'hyoscyamine de graines de jusquiame, entreprenant une série d'expérimentations sur des animaux et sur eux-mêmes.
En 1864, Lossen montre que l'atropine s'hydrolyse en acide tropique et tropanol. Finalement, en 1897, sa structure chimique est déterminée correctement par Willstätter. Ce dernier procèdera à la toute première production d'atropine pure synthétisée en laboratoire, qui aura lieu en 1901.
L'atropine est un mélange racémique, de (S)-hyoscyamine, présent naturellement dans les plantes et doué d'une grande activité pharmacologique, et de (R)-hyoscyamine qui apparaît durant l'extraction et qui a une moindre activité. Les jeunes organes contiennent de l'S-(–)-hyoscyamine pratiquement pure alors que les organes les plus anciens se caractérisent par la présence de l'isomère R-(+).
Suivant Eckart Eich (2008), « il n'est pas vraiment correct d'assurer qu'à la fois l'hyoscyamine et l'atropine sont des constituants de la plante. Les formes S-(–) et R-(+) sont présentes dans les organes dans un certain rapport qui n'est pratiquement jamais de 50:50 (de l'atropine stable, mélange racémique). Normalement le rapport instable est quelque chose entre 100:0 et 51:49 en faveur de l'hyoscyamine (c'est-à-dire de la forme S-(–)), avec une concentration plus forte dans les organes jeunes. Ainsi, la plante comporte un mélange déséquilibré des formes S-(–) et R-(+) mais pas d'atropine ».

## Usage médical
En inhibant les récepteurs cholinergiques muscariniques, l'atropine neutralise l'action du système parasympathique, si bien que l'influence du sympathique devient prépondérante.

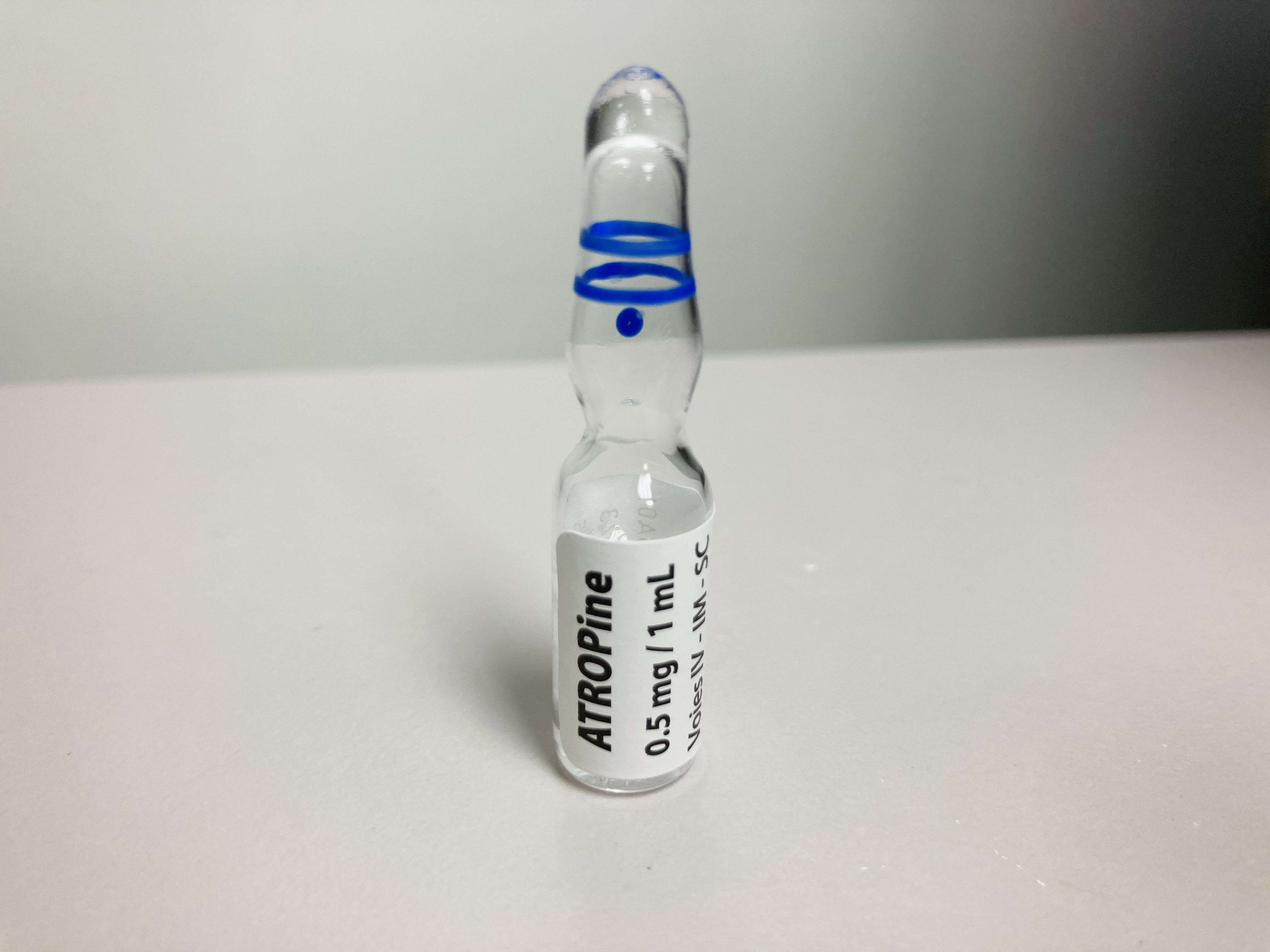
Ampoule d'atropine retrouvée dans les chariots d'anesthésie, 0,5mg/1mL.

### Effets utiles
Au niveau périphérique, elle induit aux doses faibles (0,2–0,3 mg) une bradycardie[réf. nécessaire] puis aux doses élevées (0,5–0,75 mg et au-delà) surtout des effets parasympatholytiques. Ainsi, à dose thérapeutique (0,5–0,75 mg et au-delà), elle provoque une accélération cardiaque (tachycardie), une diminution des sécrétions (sueur et salive), un relâchement des muscles lisses et une mydriase (dilatation des pupilles) prononcée (assuré par le système sympathique). Cette dernière propriété est mise à profit en ophtalmologie pour faciliter l'examen de l'œil. En administration locale sous forme de collyre, l'atropine a une très longue durée d'action.
En s'opposant à l'effet de l'acétylcholine sur les muscles lisses, l'atropine les relâche. Elle a donc une action antispasmodique.
L'atropine est tout particulièrement utilisée en tant qu'antidote contre les gaz de combat comme le sarin ou le VX.

### Indications
- C'est le médicament de choix, par voie intra-veineuse ou sous-cutanée, contre le malaise vagal mal toléré ou en situation d'urgence. L'atropine est également utilisée pour accélérer la fréquence cardiaque en cas de bradycardie transitoire et lors de certains troubles de la conduction cardiaque (bloc sino atrial, bloc auriculoventriculaire...)
- En anesthésie elle est utilisée conjointement à la néostigmine pour antagoniser l'action résiduelle des curares non dépolarisants (elle empêche entre autres la bradycardie induite par la néostigmine sans bloquer les récepteurs nicotiniques des rhabdomyocytes)[9].
- L'atropine s'utilisait aussi pour diminuer les tremblements chez les parkinsoniens. Elle est remplacée par des antiparkinsoniens de synthèse possédant des propriétés atropiniques.
- Avant les interventions chirurgicales, elle est utilisée en prévention de la bronchosécrétion, du bronchospasme et du laryngospasme[réf. nécessaire].
- Mal des transports (akinétose)[réf. nécessaire].
- Antidote à certaines intoxications (gaz neurotoxiques à usage militaire, pesticides, etc.), voire les intoxications aux organophosphorés.

On l'utilise ainsi tout particulièrement pour contrer les effets, entre autres, d'armes chimiques organophosphorées telles que le gaz sarin ou l'agent innervant VX. Ces composés agissent en effet sur les inhibiteurs de l'acétylcholine, neurotransmetteur du système nerveux central et du système nerveux autonome, qui joue un rôle essentiel dans le fonctionnement des tissus musculaires : en perturbant la décomposition de cette molécule, ces gaz entraînent une accumulation d'acétylcholine dans le cerveau, puis très vite la paralysie de l'ensemble des muscles du corps, et donc une asphyxie mortelle. L'atropine permet, par le blocage des récepteurs de l'acétylcholine, de contrer l'accumulation de la molécule dans le système nerveux. C'est pourquoi des seringues auto-injectables d'atropine sont souvent fournies aux différents personnels (des domaines militaires, scientifiques…) manipulant les gaz toxiques organophosphorés. Administrée dans l'heure suivant l'inhalation, l'atropine permettrait d'empêcher la mort dans la plupart des cas.
Sa durée d'action est relativement courte (environ six heures).

### Effets indésirables
Les effets indésirables incluent :
- Tachycardie
- Mydriase
- Confusion mentale
- Sécheresse de la bouche par arrêt de salivation (xerostomie)
- Sécheresse de la peau par arrêt de sudation
- Hypertonie oculaire
- Constipation
- Élévation de la température corporelle par vasodilatation au niveau de la peau[réf. nécessaire] et absence de sueur
- Vision trouble pour la lecture de près (arrêt de l'accommodation, cycloplégie)
- Rétention d'urine chez les personnes prédisposées (hypertrophie de la prostate)
- Inhibition de nombreuses sécrétions physiologiques (sécrétions nasales, bronchiques, pancréatiques, gastriques, etc.)
- Accentuation des sensations douloureuses.[réf. nécessaire]

L'atropine peut provoquer une grave intoxication à la dose de 10 mg (ce qui représente plus de dix fois la dose habituelle), voire la mort par dépression de la respiration et par dépression du système cardio-vasculaire. À doses importantes, elle stimule d'abord, puis induit excitation et délire en perturbant la mémoire avant de provoquer une paralysie, un coma, puis la mort.[réf. nécessaire]
Certains de ces effets indésirables sont regroupés sous le terme de syndrome atropinique ou anticholinergique.

## Médecine vétérinaire
Utilisation en médecine vétérinaire lors d'intoxication aux organophosphorés et aux carbamates (pesticides).

### Contre-indications
- Hypertrophie de la prostate
- Glaucome à angle fermé
- Myasthénie

### Précautions d'utilisation
L'atropine passe la barrière placentaire.

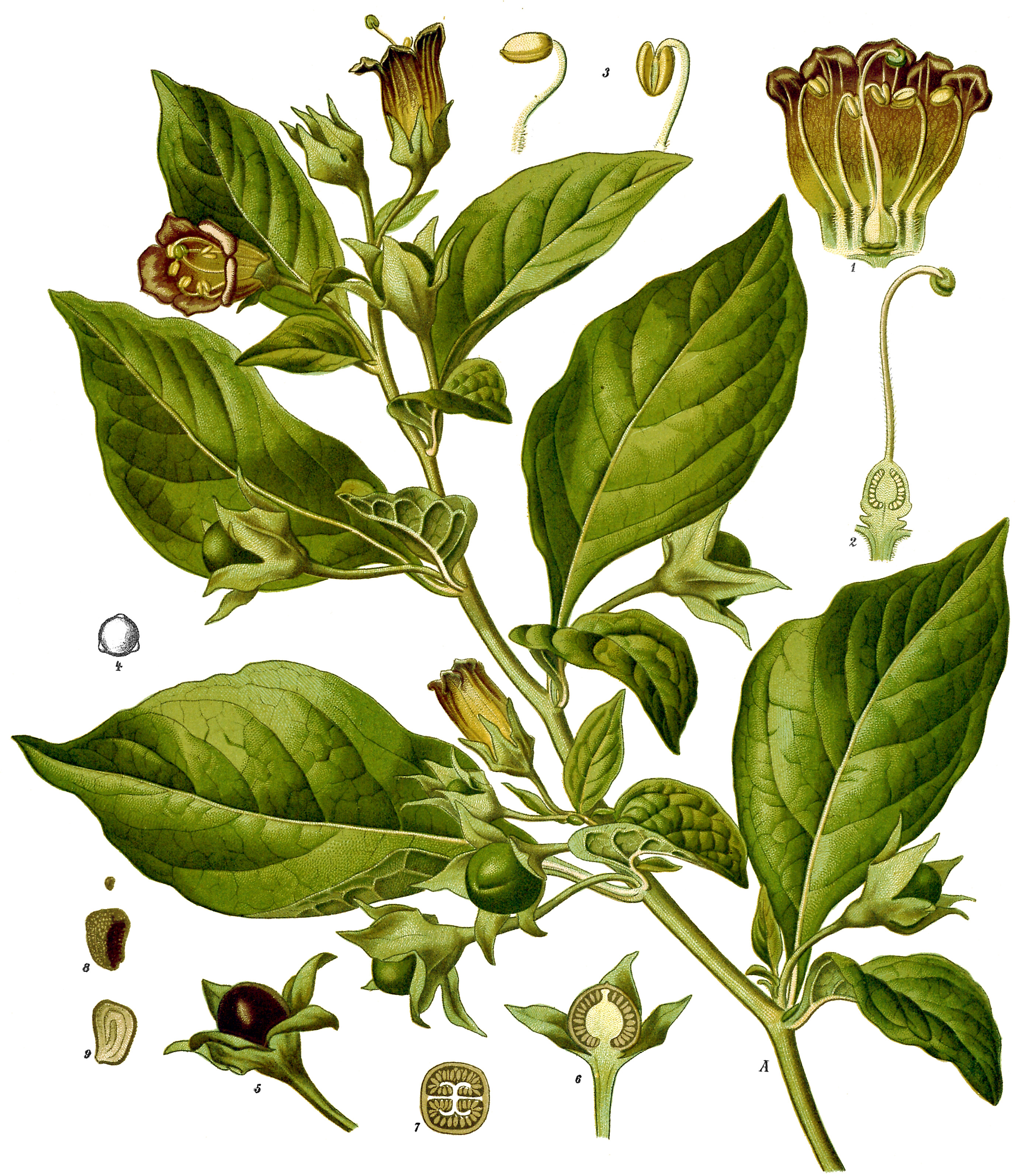
La belladone (Atropa belladonna).

### Divers
L'atropine fait partie de la liste des médicaments essentiels de l'Organisation mondiale de la santé (liste mise à jour en avril 2013).

## Dans la fiction
- L'atropine est utilisée comme poison dans le roman Mr Suzuki et l'espion fou (1972), dans lequel un assassin extermine froidement et systématiquement les principaux journalistes de la station de radio, selon leur ordre d'ancienneté ; l'un d'eux est tué par l'administration d'atropine.
- Dans la série Homeland, lors de l'épisode 9 de la saison 5, Peter Quinn se voit injecter par un ravisseur une dose d'atropine pour le faire survivre à une exposition de gaz sarin.
- Dans la série Prison Break, lors de l'épisode 15 de la saison 4, Michael Scofield se voit injecter une dose d'atropine à la suite d'une intervention chirurgicale lui ayant causé un arrêt cardiaque. Il s'en sortira tout de même grâce à l'injection et la présence de la femme qu'il aime, Sarah Tancredi.
- Dans le film The Rock, les forces spéciales devant reprendre Alcatraz sont équipées de seringues d'atropine ; le héros, Stanley Goodspeed, est contraint de s'injecter de l'atropine directement en intra-cardiaque pour survivre à une exposition au gaz VX employé par les mercenaires terroristes ayant pris en otage l'île pénitentiaire.
- Dans la série britannique Les Enquêtes de Vera (saison 3, épisode 3 « Les jeunes dieux »), le meurtrier utilise l'atropine comme poison.
- Agatha Christie utilise l'atropine dans deux récits[14]:
  - Le Pouce de saint Pierre en 1932 avec Miss Marple,
  - Les travaux d’Hercule, en 1942 avec Hercule Poirot.